# 列甘河
萊漢河（烏克蘭語：Легань），是烏克蘭東北部的河流，屬於普肖爾河的左支流。該河發源自小維斯托羅普以南，流經蘇梅州的蘇梅區，河道全長30公里。